# 灰头绿啄木鸟
灰头绿啄木鸟（学名：Picus canus）又名山鴷、山啄木、火老鸦、绿奔得儿木、香奔得儿木、黄啄木、灰頭綠啄木、黑枕綠啄木。是啄木鸟科绿啄木鸟属的鳥類。

## 生态环境
灰头绿啄木鸟夏季栖息于浅山林间，冬季见于平原近山林间，在乔木较多的城市中也常能够见到，常单独活动。

## 分布地域
灰頭綠啄木鳥是古北界广布鸟种，其分布最西端达挪威，向东经德国、波兰、俄罗斯等中东欧各国直抵远东地区、日本、台灣、朝鲜，向南可分布至阿尔卑斯山、巴尔干半岛至东南亚一线。

## 特征
灰头绿啄木鸟是中等体形的鴷形目鸟类，体长在27－29厘米左右。本物种雄性与雌性之间有显著的区分特征，雄性额部和头顶鲜红色；枕部、后颈黑色；颊部和耳羽灰色；眼先羽毛黑色；肩部、上背、下背、两翼的羽毛灰绿色；腰部为嫩黄色，飞翔时可见；尾羽灰褐色具宽阔的白色横斑；初级飞羽、次级飞羽褐色被白色斑点；下体上部包括颌部、喉部羽毛污白色；胸部、腹部两胁的羽毛灰绿色，尾下覆羽黑色。雌性与雄鸟最大的区别在于额部不具有鲜亮的红色区域，而代之以黑色，其余特征相同。 本物种虹膜为红褐色；喙近灰色；足蓝灰色。辨识本物种除了上述特征外还有飞行轨迹和叫声两条特征，与其他大多数鴷形目鸟类一样，灰头绿啄木鸟在飞行过程中喜欢不时地收拢双翅滑行，因而他们的飞行路线呈现出很有特色的波浪式。另外无论雄雌，本物种经常会在树林中发出嘹亮的叫声，其鸣声颇似人的高声大笑，这种“笑声”为灰头绿啄木鸟所独有，是重要的辨识特征。

## 食物
灰头绿啄木鸟以蚂蚁为主要食物，兼食其他昆虫，包括甲虫、毛虫胡蜂等；冬春季节昆虫活动停止的时候，本物种以植物性食物为主，喜食各种植物的浆果和种子。

## 繁殖与保护

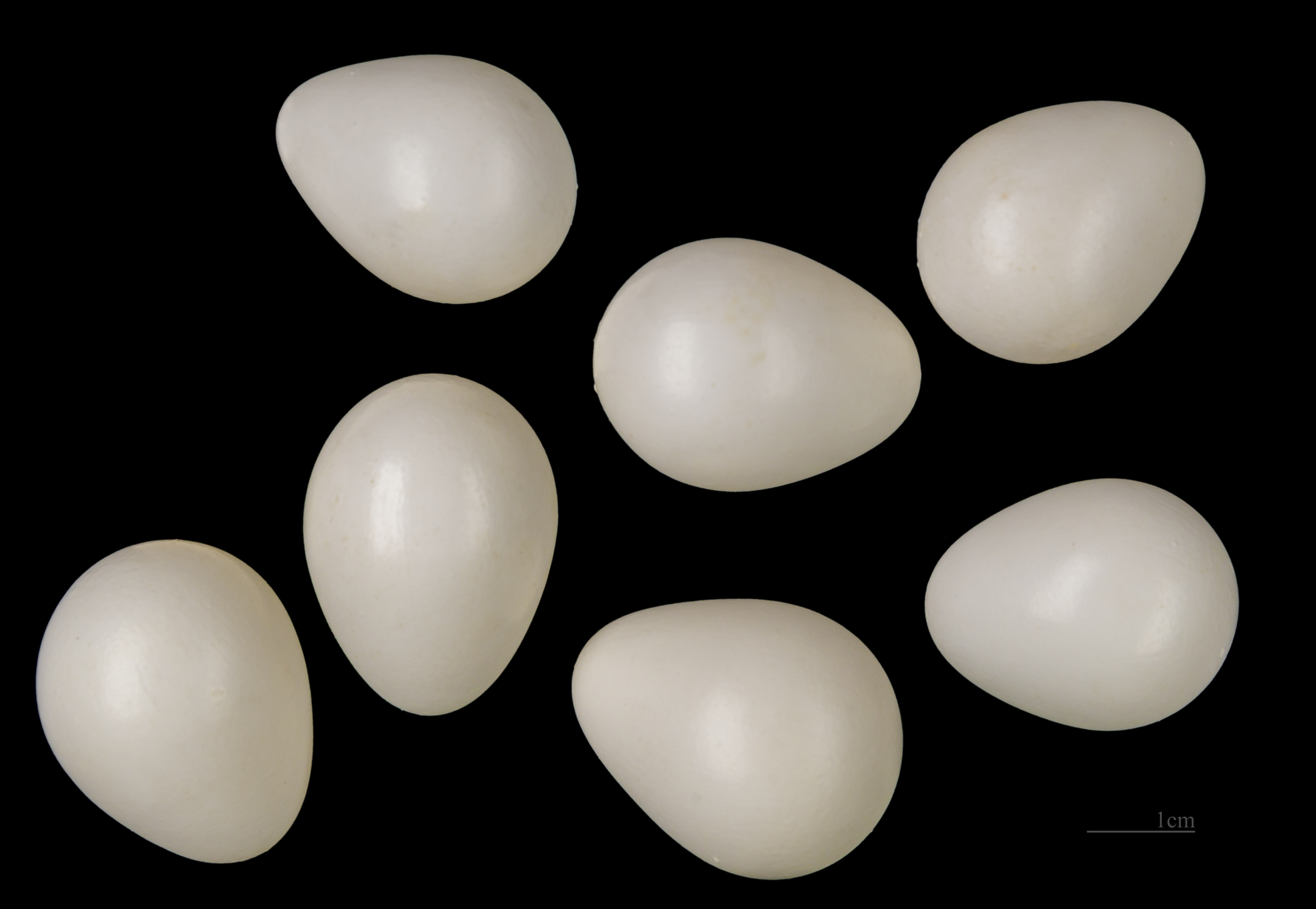
綠啄木的蛋

灰头绿啄木鸟繁殖于每年的5－7月间，营巢于树洞中，每巢产卵6－8枚，卵白色。
本物种未列入保护目录，但受到非法捕猎的威胁，中医传统理论认为本物种的肉有滋补强壮功能，刺激了对本物种的捕猎。

## 亚种
- 灰头绿啄木鸟新疆亚种（学名：Picus canus biedermanni）。[3]
- 灰头绿啄木鸟华东亚种（学名：Picus canus guerini）。在中国大陆，分布于甘肃、陕西、山西、湖北、江西、安徽、江苏、浙江等地。该物种的模式产地在上海、浙江。[4]
- 灰头绿啄木鸟海南亚种（学名：Picus canus hainanus）。在中国大陆，分布于海南等地。该物种的模式产地在海南。[5]
- 灰头绿啄木鸟滇南亚种（学名：Picus canus hessei）。在中国大陆，分布于云南等地。该物种的模式产地在泰国。[6]
- 灰头绿啄木鸟东北亚种（学名：Picus canus jessoensis）。在中国大陆，分布于内蒙古、东北、河北等地。该物种的模式产地在日本。[7]
- 灰头绿啄木鸟青海亚种（学名：Picus canus kogo）。在中国大陆，分布于青海、甘肃、四川等地。该物种的模式产地在青海。[8]
- 灰头绿啄木鸟华南亚种（学名：Picus canus sobrinus）。在中国大陆，分布于云南、湖南、广西、广东、福建等地。该物种的模式产地在福建。[9]
- 灰头绿啄木鸟西南亚种（学名：Picus canus sordidior）。在中国大陆，分布于四川、云南、贵州、西藏等地。该物种的模式产地在云南。[10]
- 灰头绿啄木鸟台湾亚种（学名：Picus canus tancolo）。分布于台湾等地。该物种的模式产地在台湾。[11]
- 灰头绿啄木鸟河北亚种（学名：Picus canus zimmermanni）。在中国大陆，分布于河北、山西、河南、山东等地。该物种的模式产地在山东。[12]